# Losgna simulator
Losgna simulator là một loài tò vò trong họ Ichneumonidae.